# ACCREDIA
ACCREDIA è un'associazione senza scopo di lucro ed è l'unico ente di accreditamento in Italia.
Come ente di accreditamento, ha il compito di attestare la competenza, l'indipendenza e l'imparzialità degli organismi di certificazione, ispezione e verifica, e dei laboratori di prova e taratura.
È membro dell'International Accreditation Forum (IAF), dell'International Laboratory Accreditation Cooperation (ILAC) e dell'European co-operation for Accreditation (EA).
È stato designato dal governo italiano in applicazione del Regolamento europeo 765/2008 e in conformità alla norma internazionale ISO/IEC 17011, ed opera sotto la vigilanza del Ministero delle imprese e del made in Italy.

## Storia
ACCREDIA nasce nel 2009 dalla fusione di Sit (Servizio di taratura in Italia), Sinal (Sistema nazionale di accreditamento dei laboratori) e Sincert (Sistema di accreditamento degli organismi di certificazione).

## Attività
A febbraio 2020, ACCREDIA ha accreditato:
- 417 organismi di certificazione, ispezione e verifica
- 1.250 laboratori di prova, medici e organizzatori di prove valutative interlaboratorio (Proficiency Test Provider o PTP)
- 195 laboratori di taratura (LAT) e produttori di materiali di riferimento (RMP).

## Soci
I soci di ACCREDIA rappresentano gli stakeholder coinvolti nelle attività di accreditamento, tra cui ad esempio Ministeri, enti pubblici di ricerca, enti di normazione e associazioni di categoria. In particolare ACCREDIA conta 67 soci, tra cui l'UNI e il CEI, oltre a i Ministeri dell'Imprese e Made in Italy, Ambiente e Sicurezza Energetica, Difesa, Interno, Infrastrutture e Trasporti, Università e Ricerca, Lavoro e Politiche Sociali, Agricoltura, Sovranità Alimentare e Foreste, Salute.